# Hadsten Sogn (1974-2008)
 For alternative betydninger, se Hadsten Sogn (flertydig). (Se også artikler, som begynder med Hadsten Sogn)
Hadsten Sogn var et sogn i Randers-Hadsten Provsti (1974-2007) og Favrskov Provsti (2007-2008) i Aarhus Stift. Sognet blev oprettet den 1. juli 1974, og var en direkte videreføring af Sankt Pauls Kirkedistrikt, der blev oprettet i 1919, efter Sankt Pauls Kirke blev opført. Kirkedistriktet var en del af Nørre Galten Sogn.
Ved oprettelsen af Hadsten Sogn i 1974, blev det hidtidige Hadsten Sogn omdøbt til Over- og Neder Hadsten Sogn. Disse to sogne blev forenet i det nye Hadsten Sogn pr. 30. november 2008.
Sognekirken var Sankt Pouls Kirke.

## Geografi
Sognets areal var 743,5 ha, og var i det meste af sin eksistens en del af Hadsten Kommune, Århus Amt. I perioden 2007-2008 var sognet en del af Favrskov Kommune, Region Midtjylland. Under hele sin eksistens var sognet en del af Århus Stift.
Mod nord grænsede sognet op til Nørre Galten Sogn, mod vest Lerbjerg Sogn, mod sydvest Lyngå Sogn og mod øst Hadbjerg Sogn.

## Demografi
Pr. 1. januar 2008 var 89 % af indbyggerne i sognet medlem af folkekirken.

### Indbyggertal
| 1976  | 1980  | 1985  | 1990  | 1993  | 1994  | 1995  | 1996  | 1997  | 1998  | 1999  | 2000  | 2001  | 2002  | 2003  | 2004  | 2005  | 2006  |
| 3.523 | 3.762 | 4.009 | 4.108 | 4.107 | 4.069 | 4.154 | 4.184 | 4.201 | 4.230 | 4.319 | 4.373 | 4.318 | 4.804 | 4.897 | 4.922 | 5.026 | 5.153 |